# Trovafloxacina
La trovafloxacina o trovafloxacin mesilato, nome commerciale: Trovan, è un principio attivo che appartiene alla classe degli antibiotici chinolonici di ultima generazione, particolarmente attivo sugli pneumococci gram + meno attivo, rispetto alla propria classe, verso i gram -.
Farmacologicamente è il metabolita attivo del suo profarmaco: alatrofloxacina mesilato, che viene somministrato come tale per via endovenosa; agisce bloccando la duplicazione batterica per l'inibizione di 2 enzimi batterici chiave: la DNA girasi e la topoisomerasi IV.
Il farmaco trovafloxacina/alatrofloxacina è stato ritirato dal mercato per gravi, imprevedibili e fatali effetti collaterali di tipo epatico (epatite fulminante); questa decisione in Europa è stata presa dal CPMP dell'Agenzia europea per i medicinali (EMEA) l'11 giugno 1999. Esso è oggi commercializzato, con forti limitazioni d'uso, solamente in Canada e negli USA dalla Pfizer Inc. con il nome commerciale di: Trovan.
Nel 1996 il farmaco è stato sperimentato nel corso di una epidemia di meningite in Nigeria, cosa per la quale è sorto un noto contenzioso legale (Contenzioso di Kano).

## In Italia
In Italia il farmaco non è mai entrato in commercio.

## Caratteristiche strutturali e fisiche
Chimicamente, trovafloxacina mesilato, un fluoronaftiridone legato alla molecola antibatterica dei fluorochinoloni, è un: (1α, 5α, 6α) - 7 - (6 - amino - 3 - azabiciclo [3.1.0] hex - 3 - yl) - 1 - (2,4 - difluorofenil) - 6 - fluoro - 1,4 - diidro - 4 - oxo - 1,8 - naftiridine - 3 - carbossilico, monometanesulfonato). Il mesilato di trovafloxacina si differenzia da altri derivati chinolonici per avere un nucleo 1,8-naftiridinico.
La trovafloxacina mesilato è una polvere bianca; mentre l'alatrofloxacina mesilato è una polvere giallastra.

## Farmacocinetica

### Assorbimento
La trovafloxacina è ben assorbita per via orale, l'assorbimento non viene influenzato dalla presenza di cibo; la disponibilità è dell'88%.
Il legame con le proteine seriche è del 76% ed è indipendente dalla concentrazione serica del farmaco.
L'emivita plasmatica è va da 9 a 12 ore.

### Distribuzione
La trovafloxacina è ampiamente distribuita in tutto il corpo. La rapida distribuzione della trovafloxacina nei tessuti determina concentrazioni significativamente più alte nei tessuti bersaglio rispetto al plasma o al siero.

### Metabolismo
Il metabolismo è di tipo ossidativo, da parte del CIT P450.

### Eliminazione
Approssimativamente il 50% di una dose orale è escreto in forma immodificata, con il 43% nelle feci e il 6% nelle urine.
Il metabolita maggiore è un estere che viene escreto con le urine per il 13% della dose somministrata; poi l'N-acetil-trovafloxacina con il 95 nelle feci e il 2,5% nelle urine.
Altri metaboliti minori, escreti anch'essi con le feci e le urine, non superano il 4% della dose somministrata; essi sono: diacido, acido idrossicarbossilico e sulfamati.

## Farmacodinamica
Come tutti i chinoloni agisce interrompendo la replicazione delle molecole dell'acido deossiribonucleico nei batteri.
Trovafloxacina è un antibiotico ad ampio spettro che inibisce super-elica del DNA batterico, bloccando l'attività della DNA girasi e topoisomerasi IV.
L'antibiotico ha una migliore copertura sui batteri gram-positivi e una minore copertura sui gram-negativi rispetto ai fluorochinoloni precedenti.
Non c'è resistenza crociata tra trovafloxacina e altre classi di altri antibiotici.
I risultati complessivi ottenuti da studi di sinergia in vitro, con combinazioni trovafloxacina più beta-lattamici e/o aminoglicosidi, indicano che l'eventuale sinergia d'azione è ceppo specifica e non è frequente. Ciò concorda con i risultati ottenuti precedentemente con gli altri fluorochinoloni.
La resistenza alla trovafloxacina in vitro si sviluppa lentamente attraverso più stadi di mutazione in un modo simile a quella di altri fluorochinoloni.
La resistenza alla trovafloxacina in vitro avviene ad una frequenza generale tra 1x10−7 - 10−10. Sebbene resistenza crociata è stata osservata tra la trovafloxacina e altri fluorochinoloni, alcuni microrganismi resistenti agli altri fluorochinoloni possono essere suscettibile alla trovafloxacina.

### Spettro antibatterico documentato
Lo spettro di azione antibatterico documentato in vivo della trovofloxacina è il seguente:

#### Aerobi gram-positivi
- Enterococcus faecalis (molti ceppi sono solo moderatamente sensibili)
- Staphylococcus aureus (ceppi meticillino-sensibili)
- Streptococcus agalactiae
- Streptococcus pneumoniae (ceppi penicillino sensibili)
- Streptococci del gruppo dei viridans

#### Aerobi gram-negativi
- Escherichia coli
- Gardnerella vaginalis
- Haemophilus influenzae
- Klebsiella pneumoniae
- Moraxella catarrhalis
- Proteus mirabilis
- Pseudomonas aeruginosa

#### Anaerobi
- Bacteroides fragilis
- Peptostreptococcus species
- Prevotella species

#### Altri microorganismi
- Chlamydophila pneumoniae
- Legionella pneumophila
- Mycoplasma pneumoniae

### Spettro antibatterico non documentato
La trovofloxacina sui seguenti ceppi batterici non ha documentato un'adeguata efficacia clinica:

#### Aerobi gram-positivi
- Streptococcus pneumoniae (ceppi pennicillino resistenti)

#### Aerobi gram-negativi
- Citrobacter freundii
- Enterobacter aerogenes
- Morganella morganii
- Proteus vulgaris

#### Anaerobi
- Bacteroides distasonis
- Bacteroides ovatus
- Clostridium perfringens

#### Altri microorganismi
- Mycoplasma hominis
- Ureaplasma urealyticum

## Usi clinici
Nell'RCP approvato dall'Food and Drug Administration (FDA) il box warning recita: La trovofloxacina deve essere usata nelle situazioni cliniche che sono a rischio per la vita dei pazienti e solo quando altri antibiotici non più sono efficaci o più tollerati. Il trattamento va effettuato solo in ambiente ospedaliero.

### In label
La trovofloxacina è indicata nelle infezioni da germi sensibili di tipo:
- Infezioni nosocomiali,
- Polmoniti nosocomiali,
- Infezioni addominali complicate da ascessi addominali
- Infezioni pelviche e ginecologiche come: endomiometriti, parametriti, aborto settico post partum
- Infezione cutanee e degli annessi, incluso il piede diabetico.

La trovofloxacina non è studiata adeguatamente nell'osteomielite.

## Controindicazioni
Ipersensibilità nota al prodotto o ai chinolonici.
Età inferiore ai 18 anni.

## Effetti collaterali

### Esperienza post-Marketing
gli effetti collaterali emersi nel periodo di commercializzazione sono stati:
- Gastrointestinali:

Pancreatite sintomatica;
- Generali/Altri:

Anafilassi, Sindrome di Stevens-Johnson;
- Emopoietico:

Agranulocitosi, anemia aplastica, pancitopenia;
- Fegato/Bile:

Epatite sintomatica con eosinofilia periferica, epatite necrotica e insufficienza epatica.

## Dosi terapeutiche
Il farmaco va somministrato ogni 24 ore.
Sono 2 le forme farmaceutiche:
- 300 mg I.V.
- 200 mg Cps

La posologia va da un minimo di 200 mg/die ad un massimo di 500 mg/die (prima giornata) per 7 giorni, massimo 14 giorni a seconda dei casi.

### Sovradosaggio
La dose letale nel topo e nel gatto è di 2000 mg/kg o più per os; e 50–125 mg/kg per I.V..
Il farmaco in caso di sovradosaggio richiede misure sintomatiche di supporto, esso non viene dializzato.

## Gravidanza e allattamento
Il farmaco raggiunge nel latte materno concentrazioni di 0.8 µg/mL (range: 0.3–2.1 µg/mL) dopo singola somministrazione I.V. di alatrofloxacin (300 mg trovafloxacina equivalente) e dosi orali ripetute di 200 mg.
Non è stata stabilità la sicurezza d'uso in queste circostanze.

## Avvertenze
Vedi RCP originale approvato dell'FDA USA

## Interazioni
Il farmaco interagisce con:
- Alluminio
- Sali di Calcio
- Didanosina
- Ferro
- Magnesio solfato e ossido
- Morfina
- Quinapril
- Sevelamer
- Sucralfato
- Zinco

## Storia
La Pfizer, detentrice del brevetto, a causa di una sperimentazione umana fatta nel 1996 su dei bambini nigeriani ha determinando più di 200 decessi e gravi lesioni.
Per questo la multinazionale ha dovuto difendersi legalmente, nel 2001, dalle accuse mosse dal governo Nigeriano di sperimentazione illegale con un trattamento crudele, inumano e degradante e sfruttamento dell'ignoranza dei genitori dei bambini morti.
In un articolo pubblicato online, la Pfizer è stata paragonata in USA alla British Petroleum per una recente serie di comportamenti definiti "arroganti e fraudolenti".
(da un articolo giornalistico a firma di Martha Rosenberg sull'Online Journal)